# Fuentes de Jiloca
Fuentes de Jiloca est une commune d’Espagne, dans la province de Saragosse, communauté autonome d'Aragon comarque de Comunidad de Calatayud.